# Wasserwerk Spandau

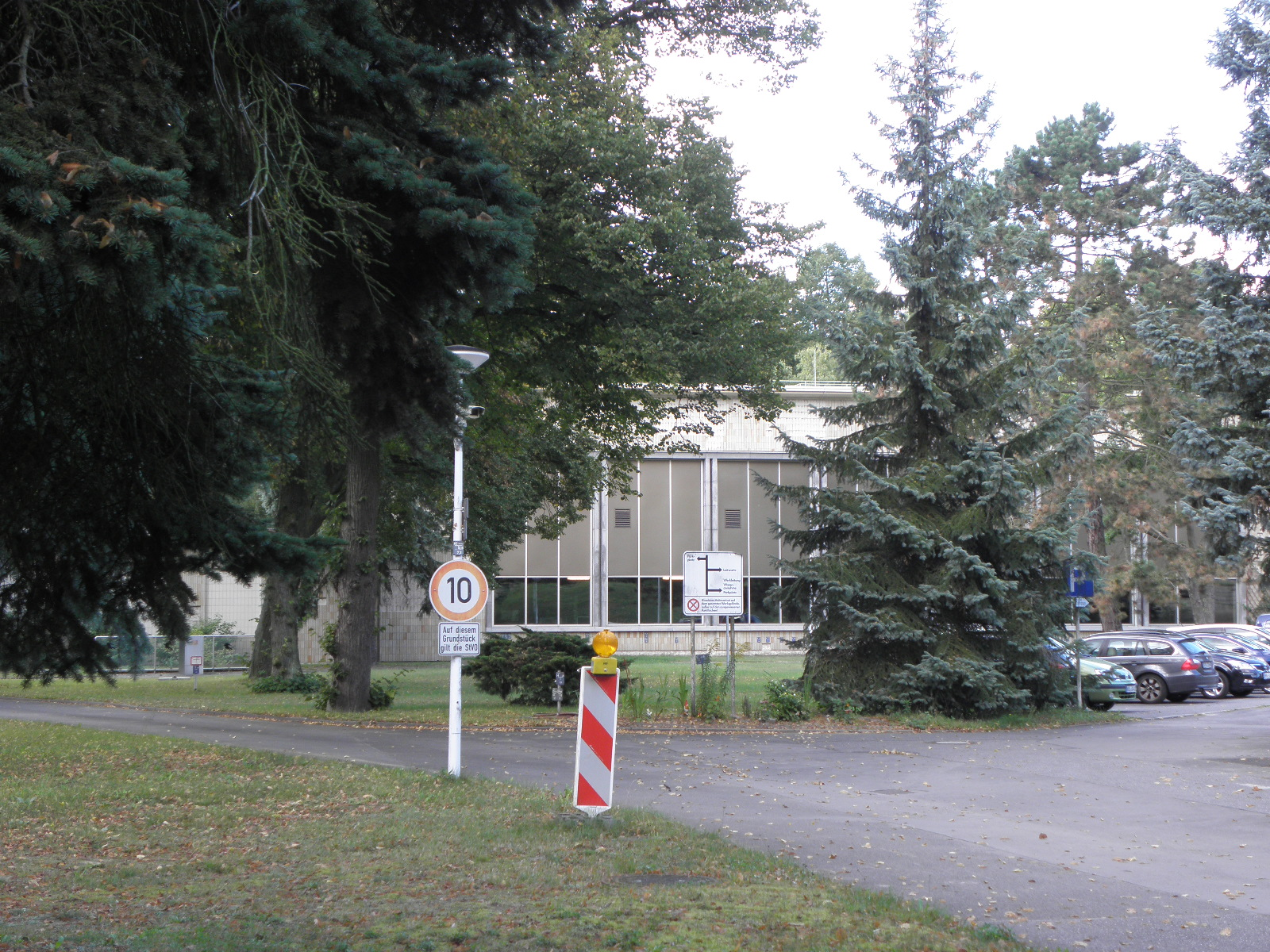
Blick auf das Hauptgebäude von der Pionierstraße aus

Das Wasserwerk Spandau gehört zu den Berliner Wasserbetrieben, die mit insgesamt neun einzelnen Wasserwerken die Trinkwasserversorgung der Großstadt Berlin und Teilen des Brandenburger Umlandes sichern. Das Werk im Berliner Bezirk Spandau entstand am damaligen westlichen Rand auf dem Terrain des Falkenhagener Feldes. Es wurde in den 1890er Jahren unter Verantwortung von Albert Haack, Dezernent für die Berliner Wasserwerke, geplant und 1897 eröffnet. Im Jahr 1959 folgte ein Erweiterungsbau auf dem gleichen Gelände. Seit den 1970er Jahren arbeiten die Wasserwerke Spandau und Tegel im Verbund und liefern täglich mehr als 150.000 m³ Frischwasser.

## Geschichte und Beschreibung
Das sprunghafte Anwachsen der Bevölkerung in Berlin und den Randgebieten gegen Ende des 19. Jahrhunderts erforderte den Ausbau der Infrastruktur, insbesondere der Wasserversorgung und der Abwasserbeseitigung. So beauftragte die Verwaltung der damals selbstständigen Stadt Spandau zusammen mit den bereits vorhandenen Städtischen Wasserwerken Berlin den Ingenieurarchitekten Walter Pfeffer in den 1890er Jahren mit der Anlage und dem Ausbau des Be- und Entwässerungssystems. Pfeffer leitete den Bau des Wasserwerkes, das nach seiner Inbetriebnahme aus mehreren Tiefbrunnen Grundwasser förderte und im Jahr 1897 mit der Versorgung der Stadt Spandau begann. Die Adresse lautete Pionierstraße.

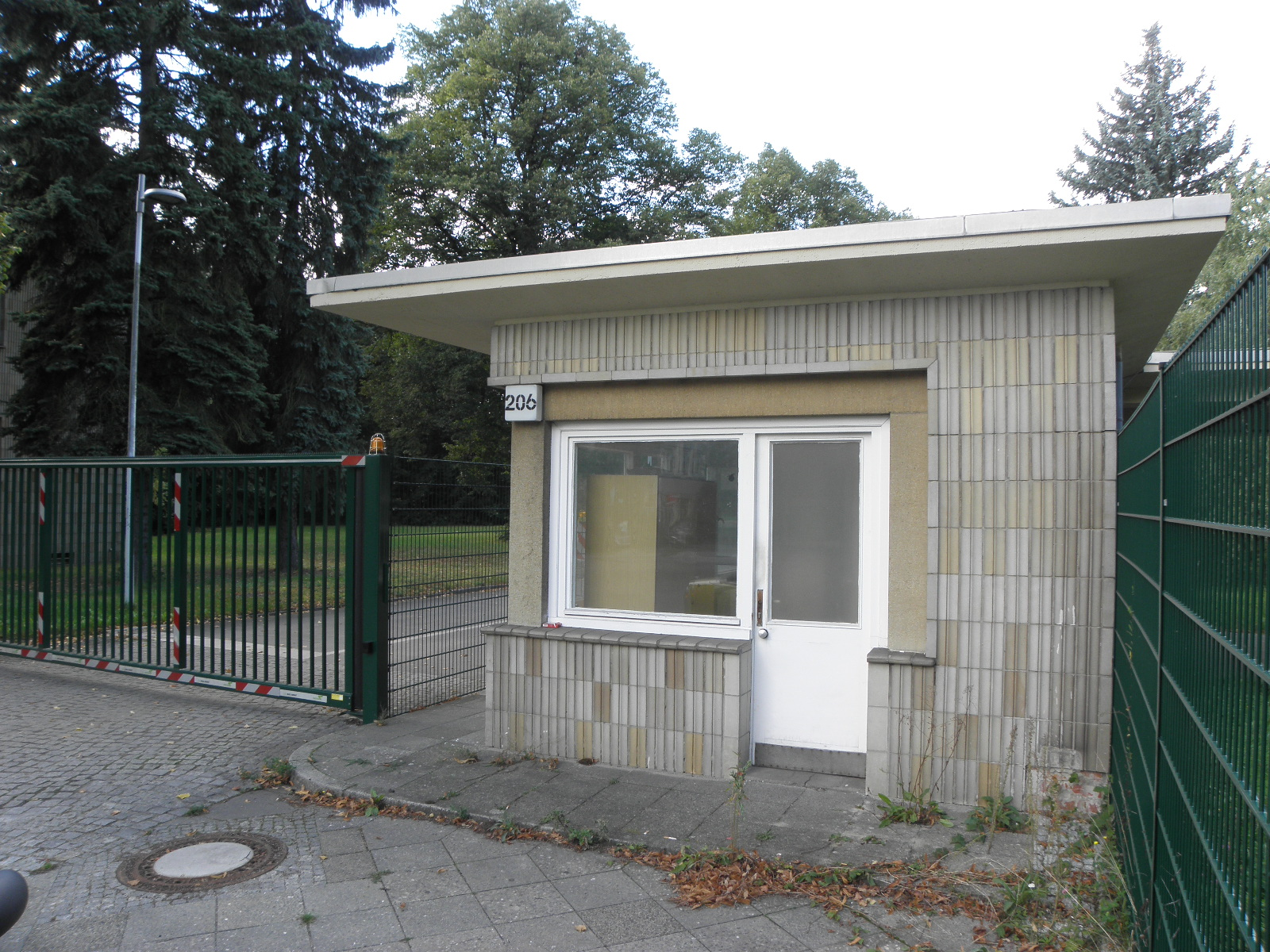
Ansicht des historischen Pförtnerhäuschens

Nicht lange und eine Erweiterung war nötig, so dass 1925 durch Umbauarbeiten und Erneuerung der Technik die Kapazität erhöht werden konnte.
Nach der Eingliederung von Spandau nach Groß-Berlin im Jahr 1920 und vor allem nach dem Zweiten Weltkrieg konnten im Jahr 1955 durch Inbetriebnahme eines Horizontalfilterbrunnens eine höhere Kapazität und bessere Wasserreinheit erreicht werden. Der Bau eines weiteren Werkes und die Installation einer Schnellfilteranlage erwiesen sich 1959 als nötig.
Zur gleichmäßigeren und abgesicherten Versorgung der Berliner Haushalte im Westen und Norden schlossen sich die Wasserwerke Spandau und Tegel zu einem Verbund zusammen.

## Moderne Technik und Qualitätssicherung des Trinkwassers
Die Wasserwerke können bis zu 160.000 Kubikmeter Frischwasser pro Tag erzeugen. Dazu dienen insgesamt 44 Vertikalbrunnen, die das Grundwasser aus Tiefen zwischen 35 und 52 Meter mittels Unterwassermotorpumpen fördern. Hinzu kommt der oben genannte Horizontalfilterbrunnen. Die Pumpen schaffen bei Volllast bis zu 250 Kubikmeter Wasser pro Stunde. Die Brunnen sind in drei Brunnengalerien angeordnet.
Die Aufbereitung des Rohwassers zu Trinkwasser geschieht durch zwei rechteckige Belüftungskammern mit 400 Düsen, denen sich eine Filterhalle mit zehn offenen Doppelfiltern anschließt. Die gesamte Filterfläche wird mit 700 Quadratmetern angegeben und Filtergeschwindigkeiten zwischen 5,5 und 13,6 Meter/Stunde werden erreicht.
Zur Sicherung einer gleichbleibenden Qualität betätigt sich die Stiftung Naturschutz Berlin, die in Spandau ein Qualitätslabor etabliert hat. Es arbeitet unter anderem auch mit Jugendlichen, die im Rahmen des Freiwilligen Ökologischen Jahrs hier tätig werden können.
Die Auffüllung der unterirdischen Wasservorräte wird seit 1982 durch eine Grundwasseranreicherungsanlage mit Oberflächenwasseraufbereitungsanlage gesichert: Das grob gereinigte Oberflächenwasser der Havel wird über Sickerbecken sowie natürliche Gräben und Teiche in den Grundwasserbereich eingelassen, 20 Millionen Liter Wasser kommen so in den Kreislauf.

## Vorkommnis und Weiteres
- Im Jahr 2011 wurden bei einer Routinekontrolle coliforme Keime im Trinkwasser aus dem Bereich des Wasserwerks Spandau entdeckt. Daraufhin wurde eine der Brunnengalerien zunächst abgeschaltet, die Spandauer und andere Abnehmer wurden aufgefordert, das Wasser nur noch im abgekochten Zustand zu nutzen. Die Ursache der Verunreinigung konnte nicht eindeutig gefunden werden, aber Chlorzusatz vernichtete die Keime, sodass ab Juli des Jahres „Entwarnung“ gegeben werden konnte.[4]

- In manchen Medien wird das Wasserwerk Spandau als „Geheimer Ort“ bezeichnet. Zu deren Besichtigung lud im November 2012 die Initiative „Mein Spandau“.[5]